# 아나 코라카키
아나 코라카키(그리스어: Άννα Κορακάκη, 1996년 4월 8일~)는 그리스의 사격 선수로 주 종목은 권총이다. 2016년 하계 올림픽에서 여자 25m 권총 부문 금메달과 여자 10m 공기권총 부문 동메달을 획득했으며, 그리스 선수로는 2004년 하계 올림픽 이후로 처음 올림픽 금메달을 획득한 선수가 되었다.